# Угольное (Амурская область)
У́гольное — село в Амурской области России, входит в состав городского округа город Райчихинск.

## География
Село Угольное — спутник Райчихинска, примыкает к северной окраине города.
Западнее села Угольное проходит автодорога Райчихинск — Антоновка — Куприяновка.

## Население
| 2002 | 2010 | 2012 | 2013 | 2014 | 2015 | 2016 |
| ---- | ---- | ---- | ---- | ---- | ---- | ---- |
| 89   | ↘48  | ↘44  | ↗45  | →45  | ↘44  | →44  |
| 2017 | 2018 |      |      |      |      |      |
| ↘42  | ↘41  |      |      |      |      |      |

## Улицы
- ул. Весёлая,
- ул. Весенняя,
- ул. Лесная.